# Vonkgenerator

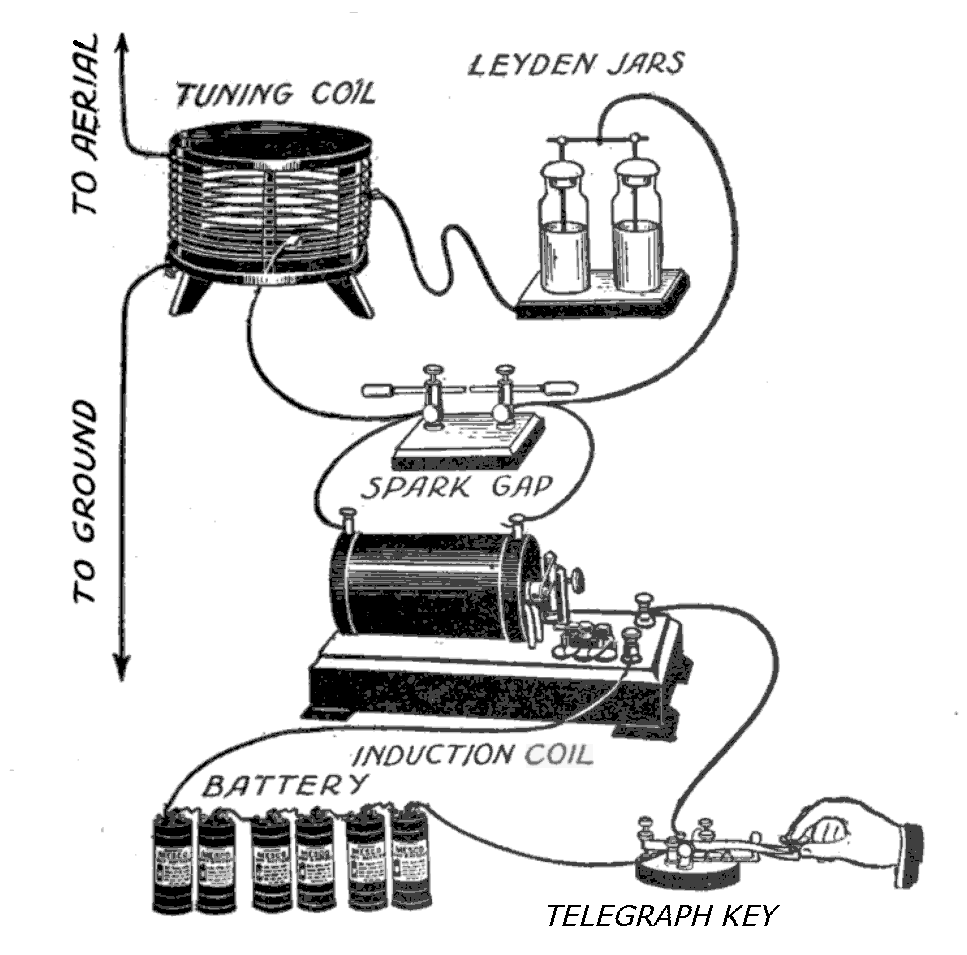
Het schema van een vonkgenerator uit 1917

Een vonkgenerator is een toestel voor het opwekken van radiogolven. De hoogfrequente golven ontstaan door het continu laten overspringen van elektrische vonken tussen twee draadeinden. Het hart van de vonkgenerator wordt gevormd door de vonkinductor die in 1836 was uitgevonden door de Ierse priester Nicholas Callan en verder werd ontwikkeld door onder meer de Parijse instrumentmaker Heinrich Ruhmkorff. 
In 1886 had Heinrich Hertz ontdekt dat als hij vonken genereerde met een vonkinductor, er op afstand in een eenvoudige ronde draadboog met bovenin een kleine opening tegelijkertijd ook kleine vonken ontstonden. Dit principe werd later uitgewerkt door onder andere Guglielmo Marconi. Hij ontwikkelde uit de vonkinductor de vonkgenerator voor het opwekken van radiogolven en gebruikte de reeds bestaande seinsleutel en morsecode voor het ontwikkelen van de radiotelegrafie.